# Shashanka

India rond 625, met Shashanka's koninkrijk in het lichtgroen, en het rijk van Harsha in het donkergroen.

Shashanka van Gauda (Sanskriet: Śaśāńka) was een 7e-eeuwse koning van Bengalen, die ongeveer tussen 590 en 625 moet hebben geregeerd. Hij was de eerste Bengaalse leider die zijn macht ook buiten Bengalen kon doen gelden. Zijn rijk besloeg waarschijnlijk geheel Bengalen, delen van Bihar en Kongoda (Odisha), en hij voerde oorlog met de Varmans van Kamarupa (Assam), de Latere Gupta's en keizer Harsha. Shashanka werd beschreven door de contemporaine schrijvers Banabhatta en Xuanzang, die echter beiden onder patronage van Harsha stonden en daarom reden hadden hem in een kwaad daglicht te stellen. Hij wordt in verband gebracht met de uitvinding van de Bengaalse kalender, omdat het begin van deze jaartelling tijdens zijn regering valt.

## Geschiedenis
De politieke situatie in het 6e- en 7e-eeuwse noorden van India is vanwege het geringe aantal bronnen lastig te reconstrueren. Shashanka was voor het jaar 606 de onafhankelijk regerende vorst van Gauda in het noordwesten van Bengalen geworden. Hij regeerde dit gebied vanuit zijn hoofdstad, Karnasubarna - tegenwoordig bij Rangamati niet ver van Murshidabad. Shashanka was aanvankelijk mogelijk een vazal van de Latere Gupta's van Magadha. De opkomst van Gauda werd in die visie mogelijk gemaakt door een desastreuze nederlaag van Mahasenagupta, de leider van de Latere Gupta's, tegen de Kalachuri's. Hoe dit ook zij, Shashanka was een bekwaam militair leider, die al snel heel Bengalen (voorheen verdeeld over de staatjes Vanga, Gauda en Samatata) beheerste en daarna Kongoda onderwierp en Kamarupa bedreigde. Daarnaast viel het oostelijke deel van Magadha als gevolg van het wegvallen van de Latere Gupta's waarschijnlijk in zijn handen.
Na deze veroveringen waren de Maukhari's van Kannauj voor Shashanka het belangrijkste obstakel geworden om de hegemonie over het noorden van India te verkrijgen. De gebeurtenissen van het jaar 606 zijn door Harsha's hofschrijver Banabhatta in detail vastgelegd, omdat ze tot de opkomst van Harsha leidden. Shashanka sloot een bondgenootschap met Devagupta, de koning van Malwa, tegen de Maukharikoning Grahavarman. De laatste had zich op zijn beurt echter verbonden met de Pushyabhuti's van Thanesar, die over gebieden verder naar het westen heersten. Grahavarman was gehuwd met Rajyasri, de zuster van de koning van de Pushyabhuti's, Rajyavardhana. Shashanka en zijn bondgenoot Devagupta versloegen de Maukhari's en namen Kannauj in, waarbij koning Grahavarman de dood vond en koningin Rajyasri gevangengezet werd. Rajyavardhana reageerde echter onmiddellijk door naar Kannauj op te rukken en Devagupta te verslaan. Voordat hij de stad kon bevrijden werd hij echter zelf door Shashanka gedood.
Dit maakte Harsha, de jongere broer van Rajyavardhana, de nieuwe leider van de Pushyabhuti's. Volgens Banabhatta zou Harsha's zuster, Rajyasri, ontsnapt zijn en met haar broer zijn herenigd. Harsha zou zich daarna opgemaakt hebben de strijd met Shashanka aan te binden, maar omdat het verslag van Banabhatta abrupt eindigt, is onduidelijk of dit daadwerkelijk gebeurde. Waarschijnlijk verdreef Harsha Shahanka uit het grootste deel van Magadha, waarna de twee rijken gedurende de rest van Shashanka's leven een ongemakkelijk machtsevenwicht behielden. Harsha sloot ook een bondgenootschap met koning Bhaskaravarman van Kamarupa tegen Shashanka, maar wist hem nooit te onderwerpen.
De Chinese monnik Xuanzang, die Harsha's hof bezocht en door zijn rijk reisde, beschreef Shashanka als een "verraderlijke slang". Shashanka zou boeddhistische monniken hebben vervolgd, stoepa's en kloosters met de grond gelijk hebben laten maken en de heilige bodhiboom van Bodhgaya om hebben laten hakken. Shashanka was waarschijnlijk inderdaad tegen het boeddhisme gekeerd, maar Xuanzang kan niet geheel vertrouwd worden als bron, omdat hij onder bescherming van Shashanka's aartsvijand Harsha stond.
Shashanka werd na zijn dood rond 625 kortstondig opgevolgd door zijn zoon Manava. Al snel viel het rijk echter uiteen. Bengalen werd daarna verdeeld over de rijken van Harsha en zijn bondgenoot Bhaskaravarman, de koning van Kamarupa.